# Eldridge Rojer
Eldridge Rojer (Willemstad, 13 marzo 1984) è un ex calciatore olandese, di ruolo attaccante.

## Carriera

### Club
Ha giocato nella massima serie olandese.